# Conistra vaccinioides
Conistra vaccinioides là một loài bướm đêm trong họ Noctuidae.